# スターダストプロモーション
株式会社スターダストプロモーション（英: Stardust Promotion, Inc.）は、東京都渋谷区に本社を置く日本の芸能事務所である。東京のほか、大阪、名古屋、福岡、沖縄、仙台に営業所を持ち、総勢1000人を超えるタレントが所属する。俳優のマネジメントに加え、女性アイドル部門のSTAR PLANETや男性アーティスト部門のEBiDANなどを手がけるほか、テレビ局をはじめとした各メディアへのプロモーションも行う。

## 概要
所属部門の区分はTemplate:スターダストプロモーションを参照

### 俳優・タレント部門
- 所属タレントの多くは基本的に俳優としてのみ活動しており、バラエティ番組への出演など、いわゆるタレント活動を並行して行っている所属者は、野々村真をはじめ山口もえ、梨花、SHELLYなど少数である。そのため俳優としての仕事が少ない一部のタレントは「スターダストには『スター組』と『ダスト組』がある」とネタにすることがあるが[3]、そのような区別は実際には存在しない。

- 2014年、芸能3部・ティーン部門に所属するタレントを中心に『少女劇団いとをかし』を結成[4][5]。
- 2015年、「本気で声優を目指す人達」を対象に声優部門を設立[6]。
- 2016年、「国際的に活躍できる若手女優の発掘」を目的に、13歳から23歳までの女性を対象とした「第1回女優オーディション」を実施[7]。
- 2017年度後期のNHK連続テレビ小説『わろてんか』の葵わかな[8]、2018年度前期の『半分、青い。』の永野芽郁[注釈 1][9]と2作連続で朝ドラヒロインを起用することになった。その他、1996年度後期『ふたりっ子』の岩崎ひろみ、1999年度後期『あすか』の竹内結子[注釈 2]などの朝ドラヒロインを輩出している。
- 2019年、創立40周年を記念して「第1回スター☆オーディション」を開催[10]。2021年に第2回を開催し[11]、2023年に第3回を開催予定[12]。

### 音楽アーティスト・アイドル部門
- 細野義朗がビーイングの長戸大幸と親交があったことから、1990年代に音楽制作事業をビーイングが手掛け、ZARDの坂井泉水（蒲池幸子）、宇徳敬子、KEY WEST CLUB、MANISH（前DALI）など、所属アーティストのサウンドプロデュースを行った。常盤貴子はビーイングのデビュー予備軍だった[13]。1995年頃から坂井泉水・宇徳敬子・MANISHらがビーイング内部の事務所へ移籍したが、2000年から2003年までのHarajukuロンチャーズと2003年にデビューした期間限定ユニットのSnappeasはビーイングが手掛けた。のちにスターダストは自ら音楽制作を手掛け、現在は両社の関係は希薄となっている。
- 2000年代は、所属アーティストのサウンドプロデュースをソニー・ミュージックレコーズ、ユニバーサルミュージック、トイズファクトリー、フライングドッグなどが担当し、女性シンガーソングライターのYUIなどがブレイクした。
- 1998年に当社初のアイドル育成企画として、若手女優レッスン生のユニット「ANGEL EYES」を育成した。のちにテレビ朝日から番組製作を打診され、BS朝日『Harajukuロンチャーズ』が2000年12月から2003年9月まで放送された。
- 常設のアイドルグループは、2008年結成のももいろクローバー（2011年にももいろクローバーZに改名）が初となる。ファンクラブの名称はANGEL EYESで、かつてのプロジェクト名を流用した。
- 芸能3部（現 第三事業部）は、2014年から女性俳優部門の「SECTION3」と女性アイドル部門の「SECTION 3 IDOL」に分割した。当時の育成メンバーのグループ3B juniorは後者に属すことになった。2017年、「SECTION 3 IDOL」に他部署の女性グループ（ときめき♡宣伝部、CROWN POP）が合流し「STARDUST PLANET」（現 STAR PLANET）（通称：スタプラ）が誕生した。
- 2010年には男性アーティスト部門の「EBiDAN」も始動。所属グループとしては超特急やDISH//(今は卒業)などがいる。

## 主な所属俳優・タレント

### 女性
- 相羽星良
- 愛来
- 逢里みう
- 蒼井りるあ
- 葵るり
- 葵わかな
- 青木英李
- 青山菜花
- 茜空
- 秋田汐梨
- 秋本帆華
- 浅井アヤネ
- 浅見姫香
- 新木優子
- アリス
- 杏ジュリア
- イーチ
- 飯塚瑠乃
- 井川梨愛
- 伊崎花菜
- 和泉詩
- 泉里香
- 市川優月
- 今井ちひろ
- 入江美沙希
- 上田理子
- 上野貴穂
- 羽野瑠華
- emma
- 大黒柚姫
- 大島由香里
- 大政絢
- 大山蒼生
- 岡本あずさ
- 岡本杏理
- 岡本桃香
- 奥田恵梨華
- 奥森皐月
- 奥山奈々
- 尾崎里紗
- 小山内花凜
- 織田ひまり
- 小高サラ
- 垣内彩未
- 葛西杏也菜
- 風見和香
- 柏木ひなた
- 梶原叶渚
- 春日井静奈
- 片桐はいり
- 加藤千尋/セントチヒロ・チッチ
- 夏帆
- 川島夕空
- 川田希
- 河村花
- 菊井亜希
- 菊池柚花
- 岸明日香
- 北川景子
- 北美梨寧
- 吉瀬真珠
- きなこ
- 希山愛
- 清井咲希
- 杏花
- 国本姫万里
- 久保歌恋
- 久保みのり
- クリスティーナ
- 栗田萌
- 黒坂美羽
- 小泉遥香
- 香月りおな
- 古賀麻里沙
- 小久保柚乃
- 小島はな
- 小牧ユカ
- 小松菜奈
- 小宮山莉渚
- 坂井仁香
- 坂井真紀
- 坂本遥奈
- 咲坂実杏
- 咲良菜緒
- 桜ひなの
- 桜井えま
- 桜井ユキ
- 桜木心菜
- 佐々木彩夏
- 佐々木杏莉
- 佐月絵美
- 佐藤ありさ
- 佐藤栞里
- 佐藤ひなた
- 佐藤めぐみ
- SHELLY
- 汐谷友希
- 篠川桃音
- 志保
- 嶋田莉奈
- 白石るり
- 白浜あや
- 白宮みずほ
- 新保里歩
- スウィージー美紀
- 鈴江珠莉
- 鈴木えみ
- 鈴木萌花
- 鈴野いおり
- 鈴元まい
- 菅田愛貴
- 住友沙来
- 関めぐみ
- 芹澤もあ
- 芹沢凜
- 高井千帆
- 高樹リサ
- 高城れに
- 高月凛々
- 高梨臨
- 高橋春織
- 高比良由菜
- 高見侑里
- 高山侑子
- 滝沢カレン
- 瀧本美織
- 竹下優名
- 武野汐那
- 橘花怜
- 伊達花彩
- 田中咲帆
- 田中海凪
- 田辺桃子
- 谷岸玲那
- 玉井詩織
- 千浜もあな
- 月島琉衣
- 月城かなと
- 辻野かなみ
- 辻元舞
- 寺本愛美
- 常盤貴子
- 冨波心
- 富永美樹
- 豊嶋花
- 内藤るな
- 長尾寧音
- 中澤実子
- 永野芽郁
- 中村加弥乃
- 仲村悠菜
- 中山碧瞳
- 中山莉子
- 仲吉玲亜
- 那須ほほみ
- 七木奏音
- 成宮しずく
- 西田圭李
- 西村美海
- 根岸可蓮
- 禾本珠彩
- 葉月くれあ
- 葉月結菜
- 服部彩加
- 華川ゆの
- 速瀬愛
- 早見あかり
- 原史奈
- 原田花埜
- 原田麻衣
- 播磨かな
- 春名真依
- 春乃きいな
- 肘井ミカ
- 土方エミリ
- 日南心那
- 比留川游
- 福田美姫
- 藤咲碧羽
- 藤谷美海
- 藤村木音
- 藤本ばんび
- 宝積有香
- 星乃夢奈
- 堀くるみ
- 本田翼
- 蒔田彩珠
- 松原江里佳
- 松元寧音
- 松雪泰子
- 真山りか
- 瑞城さくら
- 三原勇希
- 三村恭代
- 美村里江
- 宮沢友
- みる
- 村星りじゅ
- 持田真樹
- 本仮屋ユイカ
- 百瀬詩音
- 百田夏菜子
- 森青葉
- 森郁月
- 森美理愛
- 森尾由美
- 森川葵
- 森﨑美月
- 矢嶋由菜
- 安井泉妃
- 安本彩花
- 安杜羽加
- 柳美舞
- 柳原愛子
- 矢野優花
- 山口もえ
- 山本花帆
- 山本千尋
- 結城りな
- 柚香光
- 雪月心愛
- ゆめ
- 吉岡千波
- 吉岡優奈
- 吉川ひより
- 吉倉あおい
- 吉田有梨沙
- 吉田美月喜
- 米津れいみ
- 理衣
- 律月ひかる
- 里菜
- 梨花
- 若菜こはる
- 渡邉心結
- 渡辺ゆう
- 渡邊璃音

など

### 男性
- 相原一心
- 蒼井嵐樹
- 青木崇高
- 阿久根温世
- 安次富大鐘
- 阿部進之介
- 飯島颯
- 池田彪馬
- 石川雷蔵
- 泉大智
- 板垣李光人
- 市川右近
- 市原隼人
- 伊藤圭吾／KEIGO
- 伊藤壮吾
- 稲毛眞生
- 猪野広樹
- 岩尾春輝
- 岩田奏
- 岩田琉生
- 内野聖陽
- 大川泰雅
- 大倉空人
- 大藏康誠
- 大槻拓也
- 大野遥斗
- 小笠原海
- 緒形敦
- 岡田将生
- 岡本聖哉
- 小川史記
- 奥平大兼
- 小野寺晃良
- 小山田匠
- 柏木悠
- 神谷圭介
- 北村匠海
- 君嶋麻耶
- 久昌歩夢
- 清原翔
- 草川拓弥
- 草川直弥
- ケビン
- 小泉光咲
- 小出圭祐
- 洸瑛
- 合田雅吏
- 越山敬達
- 小柳心
- 小柳友
- 近藤駿太
- 齋木春空
- 桜木雅哉
- 笹原遼雅
- 佐藤海音／S
- 佐藤大志
- 佐藤匠
- 佐藤永典
- 佐野和真
- 佐野勇斗
- 沢村玲
- 椎名桔平
- 塩﨑太智
- 志賀李玖
- 柴崎楓雅
- 柴崎楽
- 島田惇平
- 清水大樹
- 志村秀哉
- 志村玲於
- ジャン海渡
- JUNE
- 城桧吏
- 白鳥晴都
- 鈴木康介
- 須藤琉偉
- 関哲汰
- 曽野舜太
- 高尾颯斗
- 高尾楓弥
- 高岡ミロ
- 高桑真之
- 髙田彪我
- 高橋光臣
- 髙松アロハ
- 竹内黎／Ray
- 竹財輝之助
- 武田創世
- 竹野世梛
- 田代輝
- 橘柊生
- 田中洸希
- 田中幸太朗
- 田中雅功
- 知念英和
- 千田波空斗
- 筒井俊旭
- 椿原慧
- 冨田侑暉
- 富本惣昭
- 中川大志
- 長﨑大晟
- 中島広稀
- 仲野太賀
- 長野蒼大
- 長野凌大
- 中林大樹
- 中村旺太郎
- 西田至／ITARU
- 西田祥
- 西山潤
- 野瀬勇馬
- 野々村真
- 芳賀柊斗
- 萩原護
- PATRICIO
- 濱田岳
- 林遣都
- 早瀬圭人
- 葉山侑樹
- 春本ヒロ
- 柊木陽太
- 廣瀬智紀
- 藤原聖
- 藤原倫己
- 渕野右登
- 船津稜雅
- 冬野心央
- 古川毅
- 別府由来
- 本郷奏多
- 松尾太陽
- 松川尚瑠輝
- 松村和哉
- 松本ししまる
- 松本大輝
- 水橋研二
- 南出凌嘉
- 宮世琉弥
- 宮本弘佑
- 宮本琉成
- 宮本龍之介
- 武藤潤
- 村田祐基
- 杢代和人
- 森愁斗(しゅーと)
- 森英寿(もーりー)
- 森崎ウィン
- 森田璃空
- 森次政裕
- 森本陸斗
- 八神遼介
- 柳楽優弥
- 栁俊太郎
- 矢部昌暉
- 山口貴也
- 山口暖人
- 山﨑賢人
- 山下永玖
- 山城琉飛
- 山田孝之
- 山中柔太朗
- 山本龍人
- 結木滉星
- 弓木大和
- 横浜流星
- 吉澤要人
- 吉沢太陽
- 吉田仁人
- 吉田日向
- 吉田正幸
- 吉高志音
- 吉原シュート
- 米尾賢人／KENT
- りきまる
- 若林拓也
- 渡辺碧斗
- 渡部篤郎

など

## 主な所属声優

### 女性
- 有沢澪風
- 加藤英美里
- 十二稜子
- 春川芽生
- 山本綾

など

### 男性
- 上村源
- 宮﨑雅也

など

## 音楽アーティスト・アイドル
一覧はTemplate:スターダストプロモーションを参照

### 女性アイドル部門「STAR PLANET（スタープラネット・通称：スタプラ）」
- ももいろクローバーZ
- 私立恵比寿中学
- TEAM SHACHI（名古屋）
- 超ときめき♡宣伝部
- ばってん少女隊（福岡）
- いぎなり東北産（仙台）
- AMEFURASSHI
- ukka
- LumiUnion
- スタプラ研究生

### 男性アーティスト部門「EBiDAN（エビダン）」
- 超特急
- M!LK
- さくらしめじ
- SUPER★DRAGON
- ONE N' ONLY
- 原因は自分にある。
- BUDDiiS
- ICEx
- Lienel
- BATTLE BOYS

### 男性キッズアーティスト部門「EBiDAN 39&KiDS（エビダン サンキューアンドキッズ）」
- AMEZARI -RED STARS-
- ZeBRA☆STAR
- EDAMAME BEANS

### アーティスト部門「Plough Music（プラウミュージック）」
- ONE LOVE ONE HEART
- 速瀬愛

### その他の主なアーティスト
- YUI（FLOWER FLOWERとしても活動）
- 前山田健一／ヒャダイン
- ORANGE RANGE（業務提携）
- K
- universe（活動休止中）
- GRe4N BOYZ（業務提携）
- DISH//
- MISS MERCY
- 龍宮城
- LEØNAGE

## 主な所属文化人
- シウマ
- mio.matsumoto

など

## 主な所属監督・アニメーター・脚本家
- 一戸慶乃
- 落合賢
- 金井純一
- 川崎僚
- 竹内里紗
- 武田かりん
- 月川翔
- 中島良
- 楢木野礼
- ばばたくみ
- 平川雄一朗
- 堀江貴大
- 松下沙彩
- 松本花奈
- 三川音璃
- 三木孝浩
- 溝井英一デービス
- 安村栄美
- 湯浅弘章
- Yuki Saito

など

## 過去に所属していた主な人物・グループ

### 女性
- 会沢紗弥
- 秋谷智子
- 秋山実希
- 朝比奈えり
- 東恵子（元KEY WEST CLUB）
- 天川美穂
- 雨宮かのん（元はちみつロケット）
- 有安杏果（元ももいろクローバーZ）- アプリコットへ移籍
- ANZA（旧：大山アンザ）
- 安藤ゆず（現：日和ゆず、元チームしゃちほこ） - ラクシスエンターテインメントへ移籍
- 杏野なつ（元私立恵比寿中学）
- 伊倉愛美（元ももいろクローバー） - 太田プロダクションへ移籍
- 石井杏奈[注釈 3]
- 市川美織（元AKB48→元NMB48）
- いとうあいこ
- 伊藤千由李（元チームしゃちほこ）
- 井端珠里 - RUFへ移籍
- 妹川華 - ファンタスタープロモーションへ移籍
- 上原奈美
- 魚住りえ（元日本テレビアナウンサー）- 元職退社後に所属
- 宇徳敬子 - Ading→BREAK BEATへ移籍
- 内山あみ（元ロッカジャポニカ）
- 内山悠里菜
- 梅宮アンナ
- 浦えりか（元中野風女シスターズ・風男塾：青明寺浦正） - ファインモーションへ移籍
- うらん（元3B junior）
- 榎田路子
- 大沢舞子
- 大沢友里江
- 大塚シノブ
- おおつか麗衣
- 沖樹莉亜 - 休業のちにHEARTS OF DIAMONDへ移籍
- 岡あゆみ
- 岡崎歩美 - 本名：岩田絵里奈（現在は日本テレビアナウンサー）
- 小木曽汐莉（元SKE48） - 現在は芸能界引退
- 尾澤ルナ（現：尾澤るな、元SUPER☆GiRLS）[14] - 休業のちにスペースクラフトへ移籍
- 尾関きはる（備前希日）（元SKE48） - 現在は芸能界引退
- 海保エミリ - 学生時代に所属
- 柏幸奈（元ももいろクローバー、元乃木坂46）
- 加藤美樹
- 神原麻由 - ホリプロへ移籍
- 蒲生麻由
- 河瀬ゆり
- 河上英里子
- 川幡由佳
- 木口亜矢 - プラチナムプロダクションへ移籍
- 木下あゆ美
- 木村早苗
- 黒木ほの香
- 黒田美樹
- 小出早織
- 小池優花（元たこやきレインボー）
- 向里祐香 - ADONIS A→office MUGIへ移籍
- 小泉絵美子
- 小嶋亜由美
- 小嶋陽菜（元AKB48）
- 小数賀芙由香 - アップフロントプロモーション（旧アップフロントエージェンシー）のちにイーコンセプトへ移籍
- 小林歌穂（元私立恵比寿中学）
- 小峯愛未
- 小山百代
- 坂井泉水（蒲池幸子）（ZARD）- SENSUIへ移籍
- 沢尻エリカ - 重大なコンプライアンス違反により2009年9月30日に契約解除
- 椎名るか（元ロッカジャポニカ）
- 汐入あすか
- しのざき美知
- 柴咲コウ - レトロワグラースへ移籍
- 純名りさ - フライングボックスへ移籍
- 新谷真弓
- 菅聡美
- 杉咲花（旧：梶浦花） - 研音へ移籍
- 杉野希妃
- 杉原杏璃（旧：杉原あんり） - フィットワンへ移籍
- 杉本彩
- 鈴木奈々（女優）
- 鈴木裕乃（元私立恵比寿中学）
- 高岡早紀 - フロムファースト、エイベックス、A-teamと業務提携して個人事務所エアジン。
- 竹内美宥（元AKB48）
- 竹内結子 - 2020年9月27日死去
- 高井つき奈（元ももいろクローバー、元SKE48、現simpαtix）
- 武田恵子
- 竹田真恋人
- 帝子（現芸名：七原帝子） - 退所後にクロコダイルに所属
- 手塚理美
- 永坂真心（元ときめき♡宣伝部）
- 中島愛
- 永田杏奈
- 中谷美紀（元KEY WEST CLUB）
- 中畑幾久子→中沢晶（BAJI-R）
- 中村榮美子 - ディメンションへ移籍
- 名取香り
- 奈良崎とわ（元たこやきレインボー）
- 成海瑠奈 - 現在は芸能界引退
- 西崎莉麻
- 萩原みのり
- 長谷部瞳 - ヒラタオフィスへ移籍
- 華山志歩（元はちみつロケット）
- 日南響子
- 平瀬美里（元B.O.L.T）
- 廣田あいか（元私立恵比寿中学）
- 藤井リナ
- 藤本泉
- 細木美和
- 藤白すみれ（元ももいろクローバー）
- 星名美怜（元私立恵比寿中学）
- 星野蒼良（元ばってん少女隊）
- 枡田絵理奈（元TBSアナウンサー）- 学生時代に所属
- 松尾瑠璃
- 松永京子
- 松野莉奈（元私立恵比寿中学） - 2017年2月8日死去
- 松原静香
- マリエ（旧：赤川こはる）- レプロエンタテインメントへ移籍
- 三浦絵理子
- みさきゆう
- 三澤紗千香
- 瑞季（元私立恵比寿中学）
- 三田美吹（元CROWN POP）
- 三田寛子
- 湊ジュリアナ
- 宮崎瑠依 - ホリプロへ移籍
- 宮崎れいな（元私立恵比寿中学）- 引退
- 森下由実子
- 森野文子
- 矢野妃菜喜（元私立恵比寿中学）- ソニーミュージックアーティスツへ移籍
- 山下リオ
- 唯月ふうか（旧：momoko）- ホリプロへ移籍
- 湯川舞
- 弓川留奈（現：川又智菜美、元ももいろクローバー）
- 若松来海
- 脇田恵子
- 和川美優（現：和川ミユウ、元ももいろクローバー）

など

### 男性
- 麻田健人
- 安藤政信[15]
- 家富ヨウジ
- 石川伸一郎 - ジョリー・ロジャーへ移籍
- 石部雅紀
- 井田篤
- 板垣瑞生（元M!LK）
- 伊藤庸介
- 伊野尾慧（現：Hey! Say! JUMP）
- 上杉翔
- 小野健斗
- 岡田秀樹
- 沖田浩之
- 岡田浩暉 - ジャパン・ミュージックエンターテインメントへ移籍
- 加藤康起
- 上村謙信（元ONE N' ONLY） - 重大なコンプライアンス違反により2025年3月4日に契約解除
- 木咲直人
- 木村啓太
- 窪田正孝
- 栗瀬陸
- 元之介 - スターレイプロダクションへ移籍
- 久保翔（現：久保智裕）
- 小西遼生 - キューブへ移籍
- 小林龍二（元DISH//）
- 西念未優
- 塩谷瞬
- 渋川清彦 - ディケイド（芸能プロダクション）へ移籍
- 渋谷謙人
- 鈴木哲彦
- 高岡蒼甫
- 高木心平
- 高木万平
- 竹村翔（元超特急）
- 椿隆之 - ラ・セッテ、現在はフリーランス
- 塚田健太
- ド・ランクザン望
- 中江大樹[16]
- 永島謙二郎
- 長町太郎
- 二宮敦[17]
- 根本レンキ
- バーンズ勇気
- 羽賀健二
- 速水もこみち - 研音へ移籍
- 深水元基 - 研音、ブレス
- 福田佑亮（元超特急)
- ブラザートム
- 藤重政孝
- 古宮健太郎
- 保阪尚希
- 細田善彦
- 松本博之
- 三浦悠
- 峯田大夢
- 森下雅也
- 安田暁
- 山崎悠稀（元M!LK）
- 吉野晃一（元超特急)
- 蓮ハルク（元プロボクサーの佐藤修）
- 渡部風

など

### グループ
- Awww!
- AMEZARI -RED STARS-
- S★スパイシー
- カスタマイZ
- CROWN POP
- クリィミー・パフェ
- ZARD
- 3B junior
  - 奥澤村
  - さくちゃんとじぃじ
  - マジェスティックセブン
  - リーフシトロン
- たこやきレインボー
- はちみつロケット
- HotchPotchi
- Power Age
- PRIZMAX
- BREAK TIME GIRLS
- B.O.L.T
- MAGiC BOYZ
- MANISH
- Mi-Ke
- メロライド
- momonaki
- LAGOON
- little by little
- Le Lien
- ロッカジャポニカ

など

## グループ会社
- 株式会社STARDUST HD.（スターダストホールディングス） - スターダストグループの持株会社。
- 株式会社SDR（スターダスト レコーズ） - スターダストプロモーション・スターダスト音楽出版のアーティストの一部が所属するレコード会社。アーティストのプロデュース・マネジメントや楽曲管理など。
- 株式会社SDP（スターダスト ピクチャーズ） - スターダスト所属タレントに関わる作品の企画・制作・販売、映像事業・映画配給事業・出版事業など
- 株式会社WONDER STYLE（ワンダースタイル） - スターダスト所属タレントに関わる事業の企画・制作・販売。スターダスト公式通販サイト「MAILIVIS（メイリビス）」の運営、グッズ事業・イベント事業・ライブビューイング事業・ライセンス事業・衣裳制作事業など。
- 株式会社SDM（スターダスト マーケティング） - 医師・管理栄養士・料理研究家・美容課などの専門家タレントのマネージメント、コマーシャルのキャスティングなど。
- 株式会社SDI（スターダスト インタラクティブ） - 化粧品「SOPHISTANCE（ソフィスタンス）」発売元